# Eugen Guido Lammer

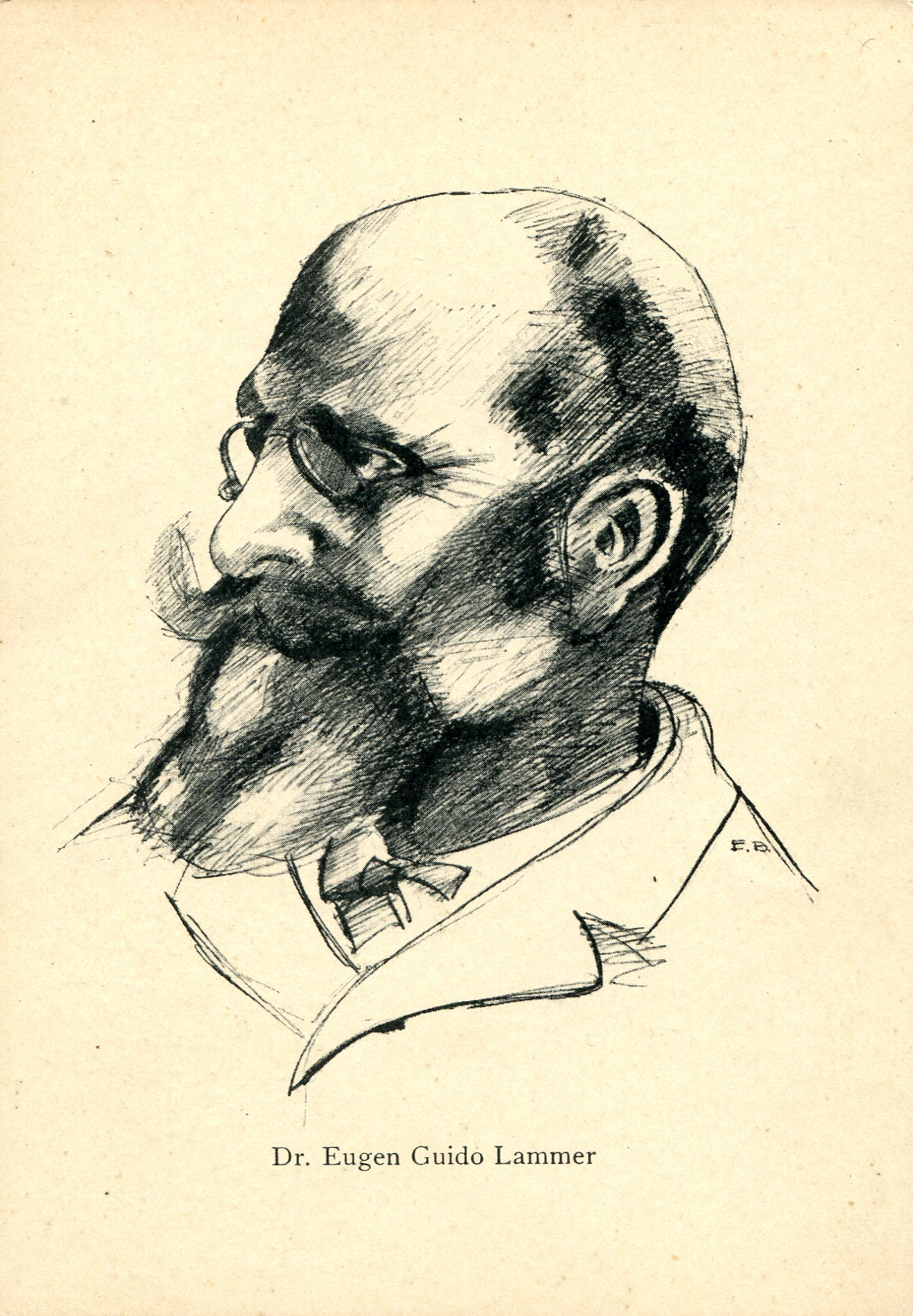
Eugen Guido Lammer (1863–1945)

Eugen Guido Lammer (* 18. Juni 1863 in  Rosenburg am Kamp; † 2. Februar 1945 in Wien) war ein österreichischer Alpinist, alpiner Schriftsteller und Pädagoge.

## Leben
Eugen Guido Lammer wurde als Sohn eines Papiermühlenbesitzers geboren und verbrachte die ersten Jahre seines Lebens in Rosenburg am Kamp. Nach dem wirtschaftlichen Niedergang der Papiermühle übersiedelte die Familie nach Wien, wo sein Vater und sein älterer Bruder einen Papiergroßhandel aufbauten. Von 1872 bis 1880 besuchte Eugen Guido Lammer das Franz-Josefs-Gymnasium in Wien und promovierte als nur 21-Jähriger 1884 zum Doktor der Philosophie. Nach Ableistung des Militärdienstes und einem Probesemester an einem Wiener Gymnasium führte ihn seine Laufbahn wieder in den Bezirk Horn, wo er von 1889 bis 1893 am Horner Gymnasium unterrichtete. Anschließend war er zwei Jahre am Gymnasium Waidhofen an der Thaya tätig und wurde 1897 am Gymnasium Stockerau zum ordentlichen Professor für Deutsch und Klassische Philologie ernannt. In diese Phase seines Lebens fallen auch seine alpinistischen Aktivitäten.
Lammer war einer der ersten führerlosen Bergsteiger und ein Verfechter eines sauberen Stils. Er war einer der ersten, der um des eigenen Erlebnisses willen in die Berge stieg, die Berge als Quelle der Selbsterfahrung benutzte, ein früher Wegbereiter des Erlebnisbergsteigens. Besonders hervorgetan hat er sich durch seine Alleingänge im Eis der Gletscherregionen.

„Derartige Stunden sind nicht mit Jahren aus dem Alltagsleben aufzuwiegen, sie sind für kulturmüde Nerven süßer als Morphium.“

Lammer gelangen mehrere Erstbesteigungen und Erstbegehungen, darunter 1884 das Nördliche Türndl in der Dachsteingruppe, 1885 das Hinter Fiescherhorn und das Kleine Grünhorn in den Berner Alpen, sowie um die Jahrhundertwende mehrere Gipfel in der Texelgruppe. Seilgefährten Lammers waren unter anderem der Erfinder der zehnzackigen Steigeisen, Oscar Eckenstein, und der sächsische Dolomitenpionier Oscar Schuster. Meist war Lammer jedoch allein unterwegs. 1895 heiratete Lammer die aus St. Pölten stammende Kaufmannstochter Paula Kienzl. Ein prägendes Bergerlebnis kurz danach, bei dem er und seine junge Frau fast zu Tode gekommen wären, und die Geburt seiner drei Kinder führten schließlich zur Aufgabe des Bergsports. Lammer blieb jedoch dem Alpinismus weiter verbunden, veröffentlichte einschlägige Artikel und stand in Korrespondenz mit zahlreichen anderen Alpinisten, aber auch mit Schriftstellern wie dem deutschen Dramatiker Gerhart Hauptmann. Seit 1921 lebte er mit seiner Familie in Hadersdorf-Weidlingau.
Nach Lammer ist das Guido-Lammer-Biwak an der Milchseescharte (2707 m) in der Texelgruppe der Ötztaler Alpen benannt. Im Jahr 1962 wurde in Wien-Donaustadt (22. Bezirk) die Guido-Lammer-Gasse nach ihm benannt; auch in Partschins wurde ihm eine Straße gewidmet. Sein Grab befindet sich auf dem Hütteldorfer Friedhof im 14. Wiener Gemeindebezirk Penzing.

## Werke
- Eugen Guido Lammer: Jungborn – Bergfahrten und Höhengedanken eines einsamen Pfadsuchers. Bergverlag Rudolf Rother, München 1929.